# یک سوال
یک سؤال (انگلیسی: One Question) اولین آلبوم چندآهنگه از گروه پسرانهٔ اهل کره جنوبی امپرس‌اندوان است که در ۲۲ اکتبر ۲۰۲۴ توسط اف‌ان‌سی منتشر شد. این آلبوم از شش قطعه، از جمله «او مرد + او زن = ما» تشکیل شده است.

## موفقیت تجاری
این آلبوم بیش از ۵۸۴۷۴ نسخه در کره جنوبی فروخت. همچنین در جدول گائون کره در رتبه هفتم قرار گرفت.

## فهرست ترانه‌ها
| شماره      | نام                   | مدت   |
| ---------- | --------------------- | ----- |
| ۱.         | «او مرد + او زن = ما» | ۰۲:۴۲ |
| ۲.         | «باهات تماس می‌گیرم»   | ۰۲:۳۶ |
| ۳.         | «لغزش (اسلاید)»       | ۰۲:۵۴ |
| ۴.         | «تند و سریع»          | ۰۲:۲۸ |
| ۵.         | «بر فراز ماه»         | ۰۳:۱۸ |
| ۶.         | «پرواز»               | ۰۳:۲۰ |
| مجموع مدت: | مجموع مدت:            | ۱۶:۳۸ |

## عوامل[۷]
- هان سونگ-هو، جونگ یونگ-هوا، لی سونگ-هیوب (جی.دان)، مکیا (امپرس‌اندوان)، نا کامدن (امپرس‌اندوان) و سویون - شاعر
- بونگ وون-سئوک، جی.دور، جئونگ جین-ووک، لی هیون-سونگ، لی ته-هیون (تهیه‌کننده)، پارک سو-سوک، سئو جی-یون و تی‌ام - تنظیم‌کننده